# Łuszczów-Kolonia (Łęczna)
Pour les articles homonymes, voir Łuszczów-Kolonia.
Łuszczów-Kolonia (prononciation : [ˈwuʂt͡ʂuf kɔˈlɔɲa]) est un village polonais de la gmina de Łęczna dans le powiat de Łęczna de la voïvodie de Lublin dans l'est de la Pologne.
Il se situe à environ 8 kilomètres à l'ouest de Łęczna (siège de la gmina et du powiat) et 16 kilomètres à l'est de Lublin (capitale de la voïvodie).
Le village comptait approximativement une population de 290 habitants en 2007.

## Histoire
De 1975 à 1998, le village est attaché administrativement à l'ancienne Voïvodie de Lublin.

Depuis 1999, il fait partie de la nouvelle voïvodie de Lublin.